# Selaginella procera
Selaginella procera är en mosslummerväxtart som beskrevs av Arthur Hugh Garfit Alston. Selaginella procera ingår i släktet mosslumrar, och familjen mosslummerväxter. Inga underarter finns listade i Catalogue of Life.